# 結界 (曲)
「結界」（けっかい）は、日本のロックバンドである安全地帯の楽曲。
2011年8月24日にユニバーサルミュージックから29枚目のシングルとして、玉置浩二の11枚目のソロ・シングル「田園」（1996年）の安全地帯メンバーによる新録音バージョンとの両A面となる「結界/田園」のタイトルでリリースされた。前作「オレンジ/恋の予感」（2010年）よりおよそ1年3か月ぶりにリリースされたシングルであり、作詞および作曲は玉置が担当している。
本作は「ポップなサウンドに乗せた、熱い思いが込められたメッセージソング」であり、12枚目のアルバム『安全地帯XII』（2011年）からの先行シングルとなった。本作はBSフジテレビドラマ『フォルティッシモ―また逢う日のために―』の主題歌として使用され、オリコンシングルチャートにて最高位59位となった。
本作リリース後に14枚目のアルバム『安全地帯XIV〜The Saltmoderate Show〜』（2013年）がリリースされたがシングルカットされた楽曲がなく、30枚目のシングル「愛の戦友」（2022年）は日本コロムビアからのリリースとなったため、本作がユニバーサルミュージックからリリースされた最後のシングルとなった。

## 背景
前作『安全地帯XI ☆Starts☆「またね…。」』（2010年）をリリースし完全復活を遂げた安全地帯は、同年5月15日の北上市文化交流センター さくらホール 大ホールから10月24日のシンガポール・インドア・スタジアムまで「安全地帯 "完全復活"コンサートツアー 2010 ～Starts & Hits ～ 「またね…。」」と題したコンサートツアーを35都市全39公演実施。
また2009年末頃より玉置浩二はタレントの青田典子との結婚を前提とした交際を開始した。5月には日本テレビ系情報番組『情報ライブ ミヤネ屋』（2006年 - ）において青田が芸能界入りする以前に一時期交際期間があった事を述べ、今回は復縁であった事を公表した。その後7月16日に玉置は青田と結婚した事を発表した。
8月11日には玉置が作詞、作曲を担当しプロデュースを安全地帯が手掛け、TBS系金曜ドラマ『うぬぼれ刑事』（2010年）の主題歌として使用されたTOKIOのシングル「NaNaNa (太陽なんていらねぇ)」がリリースされる。12月4日に放送されたフジテレビ系音楽番組『2010 FNS歌謡祭』において、玉置はTOKIOと同曲で共演する予定であったが、放送開始30分前に玉置が体調不良を理由に出演を断ったため、TOKIOは単独で出演する事となった。
2011年に入り、3月11日には東日本大震災が発生、宮城県を中心とした東北地方並びに関東地方まで最大震度7の地震による揺れを観測、その後最大遡上高40.1mにも上る巨大な津波が発生し、東北地方と関東地方の太平洋沿岸部に壊滅的な被害が発生した。さらに同日には福島第一原子力発電所事故が発生し、日本国政府は福島第一原発から半径20キロ圏内を警戒区域、20キロ以遠の放射線量の高い地域を「計画的避難区域」として避難対象地域に指定し、10万人以上の住民が避難した。この事態を受けて玉置は、6月24日に地元である旭川にて復興支援ミニライブを敢行、妻となった青田と共に登場しギター弾き語りで「ワインレッドの心」、「田園」などを歌唱した。

## 音楽性と歌詞
本作のタイトルには「境界をつくる」という意味はなく、「垣根を取っ払い、みんなで一つになる」という意味が込められている。元々は玉置が軽井沢に居住していた時期に制作された曲であり、完成版よりテンポも遅くポップではない作品であった。後に玉置は「この曲は大化けした」と述べている。
音楽情報サイト『CDジャーナル』では、本作が勇気や希望、信念や夢を盛り込んだ時代に必要とされる思いを凝縮した「潔いまっすぐな歌」であり、また安全地帯再始動後の心情が刻まれていると主張、さらに両A面となった「田園」も含めて「時代の気分とリンクして内的迫力を増している」、「バンド感あふれるアレンジによる爽快なポップ・チューン2作」と表記している。
ベスト・アルバム『ALL TIME BEST』（2017年）の楽曲解説では、本作が収録されたアルバム『安全地帯XII』（2011年）について、「感じている事、言いたい事があふれ出て、今歌いたい事、歌うべき事を躊躇なく歌い、それを紡いだようなアルバム」と主張した上で、本作が「ポップなサウンドに乗せた、熱い思いが込められたメッセージソング」であるとしたほか、また、後半に挿入されるゴスペル調のコーラスが「さらに熱さを演出する」と表記している。さらに両A面となった「田園」も含めて、長い活動休止期間から復帰した安全地帯のサウンドに関して、「彼らの熱い音と歌、想いとが、さらに熱を帯びて襲い掛かってくるような感覚を、シングルとアルバムを通して感じる事ができる」と総括している。

## リリース、メディアでの使用、チャート成績
本作は2011年7月18日に着うたおよび着うたフルにて先行配信され、同年8月24日にユニバーサルミュージックからマキシシングルおよびデジタル・ダウンロードでリリースされた。
本作は9月24日に「P&Gパンテーンドラマスペシャル」枠内で放送されたBSフジのテレビドラマ『フォルティッシモ―また逢う日のために―』の主題歌として使用され、玉置は同ドラマに出演し6年振りのテレビドラマ出演となった。
本作はオリコンシングルチャートにて最高位59位の登場週数1回となり、売り上げ枚数は0.2万枚となった。

## ミュージック・ビデオ
本作のミュージック・ビデオは玉置が初めて監督を務めており、全編35分におよぶ大作となった。冒頭の道を走るシーンは、玉置の生まれ故郷である北海道旭川市の観光名所「就実の丘」にて撮影された。本作の歌詞に「走ってゆけ」という言葉があり、玉置はメンバーが走るシーンに拘りを見せていたという。撮影日は雨天となったが、玉置はメンバーの苦し気な表情を撮影するために自ら先頭に立ち、何度も走り込みを行った。当初はメンバーが走るシーンと旭川ロケによるバンドの演奏シーンのみでビデオが完成する予定であったが、玉置の「東京の画が欲しい」という要望により急遽東京のビル屋上シーンの撮影が敢行された。旭川での撮影時は一度も晴天にならず、青空のシーンはすべて東京で撮影されている。また　ビデオには玉置の妻である青田が「玉置工子（たまきのりこ）」名義で出演している。

## シングル収録曲
| 全作曲: 玉置浩二、全編曲: 安全地帯。 |                        |                  |            |      |
| #                                    | タイトル               | 作詞             | 作曲・編曲 | 時間 |
| 1.                                   | 「結界」               | 玉置浩二         | 玉置浩二   | 5:33 |
| 2.                                   | 「田園」               | 玉置浩二、須藤晃 | 玉置浩二   | 3:48 |
| 3.                                   | 「結界」(instrumental) |                  | 玉置浩二   | 5:33 |
| 4.                                   | 「田園」(instrumental) |                  | 玉置浩二   | 3:46 |
| 合計時間:                            | 合計時間:              | 合計時間:        | 18:40      |      |

## リリース履歴
| No. | 日付          | レーベル     | 規格                                  | 規格品番  | 最高順位 | 備考 |
| --- | ------------- | ------------ | ------------------------------------- | --------- | -------- | ---- |
| 1   | 2011年7月18日 | ユニバーサル | 着うた 着うたフル                     | -         | -        |      |
| 2   | 2011年8月24日 | ユニバーサル | マキシシングル デジタル・ダウンロード | UICZ-5052 | 59位     |      |

## 収録アルバム
「結界」
- 『安全地帯XII』（2011年）
- 『ALL TIME BEST』（2017年）
- 『THE BEST ALBUM 40th ANNIVERSARY 〜あの頃へ〜』（2022年）

「田園」
- 『安全地帯XIII JUNK』（2011年）